# Eparchia Opieki Najświętszej Bogurodzicy w Phoenix
Eparchia Opieki Najświętszej Bogurodzicy w Phoenix (ang. Eparchy of Holy Protection of Mary of Phoenix, łac. Eparchia Sanctae Mariae a Patrocinio in urbe Phoenicensi) – eparchia kościoła obrządku bizantyjsko-rusińskiego w USA. Powstała w 1981 jako eparchia Van Nuys. Od 2009 nosi obecną nazwę.

## Biskupi diecezjalni
- Thomas Victor Dolinay † (1981 - 1990)
- George Kuzma † (1990 - 2000)
- William Skurla (2002 - 2007)
- Gerald Dino (2007 - 2016)
- John Pazak (2016-2021)
- Artur Bubnewycz (od 2025)